# Seznam čeških atletov
Seznam čeških atletov.

## B
- Jaroslav Bába
- Kateřina Baďurová
- Hana Benešová

## D
- Ludvík Daněk

## F
- Olga Fikotová
- Petr Frydrych

## H
- Zuzana Hejnová
- Adam Helcelet
- Michaela Hrubá

## J
- Václav Janeček

## K
- Pavel Kantorek
- Šárka Kašpárková
- Eliška Klučinová
- Jarmila Kratochvílová

## M
- Jan Marcell
- Pavel Maslák
- Milena Matějkovičová-Strnadová
- Lukáš Melich
- Vít Müller

## P
- Jaroslav Procházka

## Š
- Roman Šebrle
- Zdeňka Šilhavá
- Barbora Špotáková

## T
- Rudolf Tomášek

## V
- Jakub Vadlejch
- Vítězslav Veselý

## Z
- Emil Zátopek
- Dana Zátopková

## Ž
- Jan Železný